# 阿思本艦隊

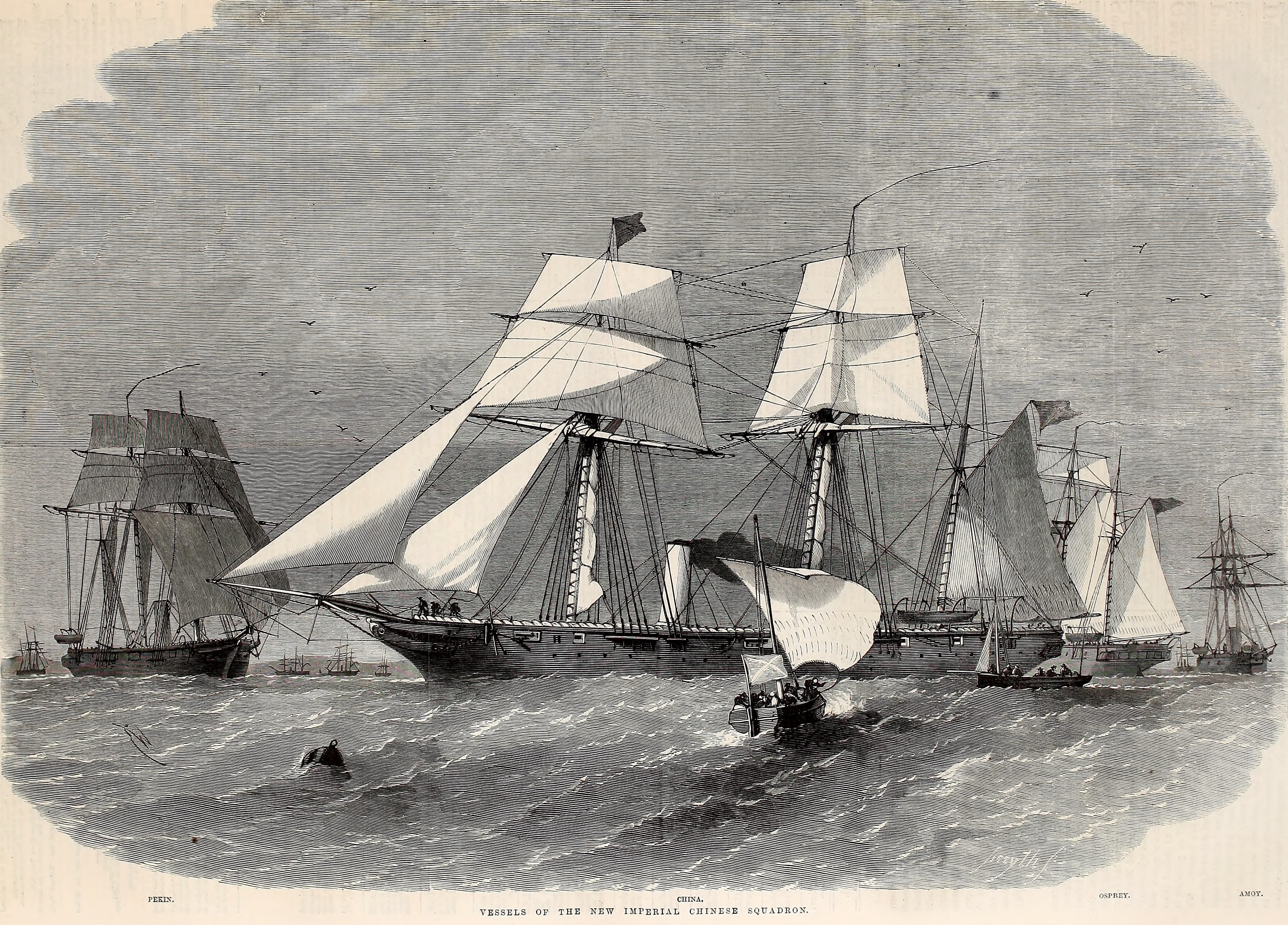
從左到右為「金台號」、「一統號」、「廣壽號」。

阿思本艦隊，是清朝同治年間，是一支由清政府委任英國官員赴英國購置新型戰艦的海軍。但艦隊構成方式和清政府對指揮權、用人及花費等各方面皆出現嚴重分歧，最終雙方解除合約，艦隊解散，各軍艦由艦隊司令英國海軍上校舍納德·阿思本帶回倫敦拍賣。

## 背景
清廷在1860年第二次鴉片戰爭戰敗後，分別和英國、法國及俄國分別簽訂北京條約；在列強陸續介入中國，冀求獲取利益下，列強間重新評估彼此關係。
在這種新狀況下，太平天國動亂開始蔓延華中一帶；英國開始傾向加強與清室合作，希望協助維持清室統治，同時加強英國對中國之影響。1861年4月，代理中國海關總稅務司司長的英國人赫德向恭親王奕訢建議清政府講買英國船艦，用以進攻太平軍，「克復沿海失守各處」。不過這個政策並非奕訢足以左右，不只因耗資頗距，國內尚有曾國藩一派重臣認為新式海軍須以自建為主。不過，1861年冬天，太平軍攻陷紹興、寧波及杭州，威脅上海；同時又傳出太平軍可能向外國採購新型船隻，甫遭西方海上優勢所苦的清廷開始正式考量盡速補充新式海上武力。
1862年1月下旬，奕訢正式向朝廷上奏，稱「浙江寧波、杭州兩府，相繼失守，賊勢益張，難保不更思竄出寧波，為縱橫海上之計」，故「請飭下江蘇巡撫，迅速籌款雇覓外國火輪船隻，選派將弁，駛出外洋，堵截寧波口外，以防賊匪竄逸。並令廣東、福建各督撫，一體購覓輪船，會同堵截」。這項政策隨即受高層批可，清廷決定向赫德商議自英國採購戰艦、火器，並募外國兵源操作。經過兩廣總督勞崇光的談判，決定以白銀六十五萬兩購買中型兵輪三艘，小型兵輪四艘，總經費白銀六十五萬兩，預算則依赫德意見由當地海關稅款中撥支。
對於英國當地的採購任務，清廷採納赫德意見，委託1861年因逃避戰禍而返英休假一年的海關總稅務總司李泰國購買船艦及招募人員。不過人員組成上清廷內部便有爭議：奕訢上奏請建新式海軍的理由是對抗太平天國，人員上該由哪個省分的水軍抽調成為這支艦隊籌建前各方角力的重點；曾國藩屬意湖南人、赫德要求由沿海省份水軍抽調，最後這件爭議在僱請洋員擔任教官、並以各省分人員補充告一段落。然而「雇請洋員」這條結論，卻成為日後解散這支海軍的導火線。

## 成立及解散

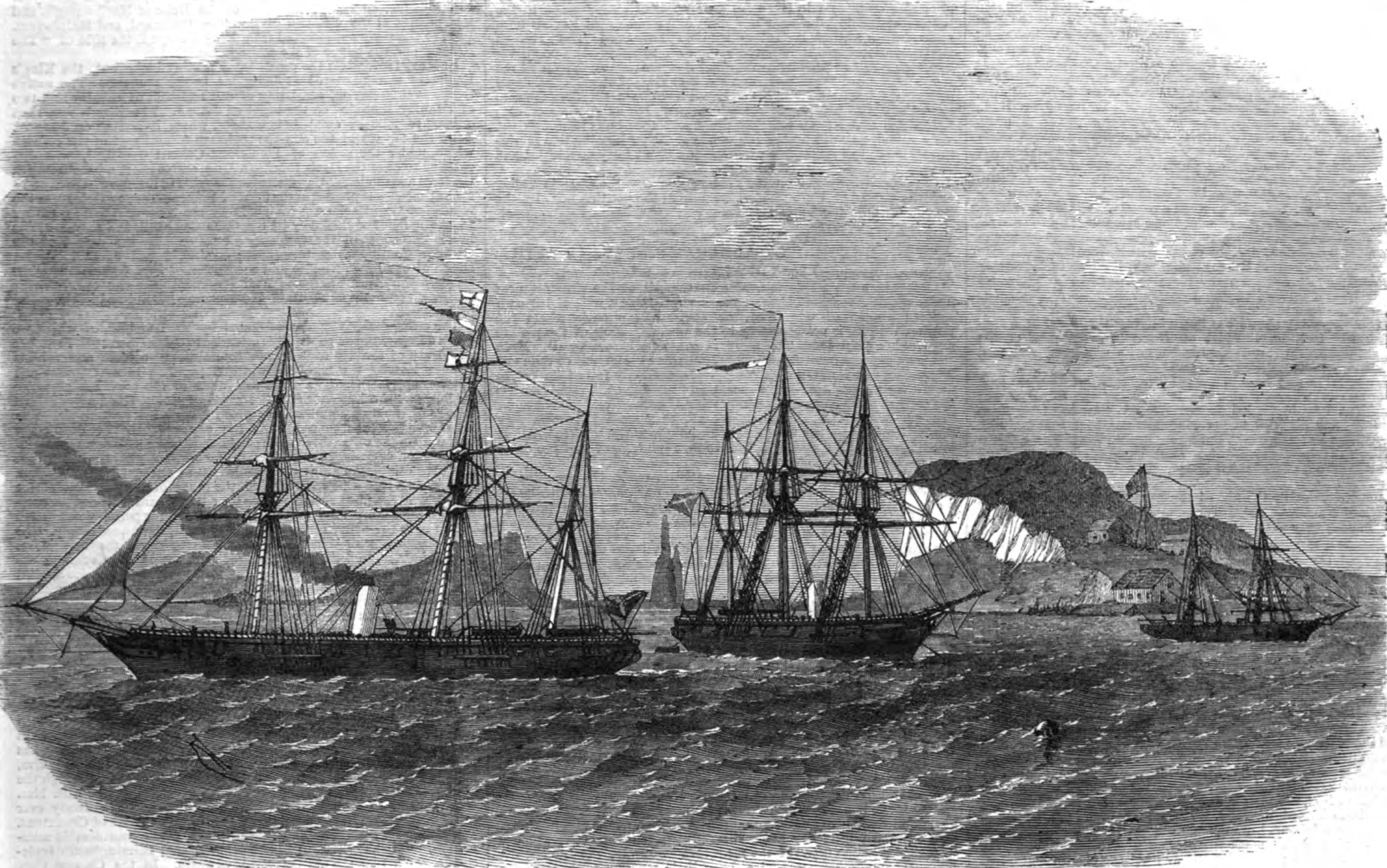
艦隊的中級兵輪「金台號」（圖左）離開山東煙台。圖中是「一統號」。

李泰國在1863年1月16日得到英國、清朝兩國政府授權批准後，在英國當地開始招兵買馬；然而1863年艦隊成立初，李泰國向清廷要求增支20萬兩銀兩，最後清廷妥協支付15萬兩，此時艦隊預算已增至80萬兩。同時，李泰國找上了次鴉片戰爭中到華參戰之阿思本上校為艦隊司令；因此該支艦隊又名阿思本艦隊。
由於購艦資金來自海關，李泰國引《中英天津條約》第五十三款「中華海面每有賊盜搶劫，大清、大英視為向於內外商民大有損礙，意合會議設法消除。」為依據，主張該艦隊應受海關指揮，用來保護外國貿易，打擊太平軍支持的海盜。如艦隊旗艦「江蘇號」在建造時英國當地報紙就稱其為「海關巡邏艦」（revenue cutter）。李泰國認為唯有艦隊受海關指揮，才能迫使清廷進行現代化——如朝廷從督撫收回權力，建鐵路與電報，開礦——因為清廷本身是無法現代化的。他的強硬立場遭到清廷的強烈反對。李泰國未獲清廷或是英國授權和阿思本簽訂了僱傭契約。該契約共十三條，表示阿思本只接受由李泰國傳遞，直接來自中國皇帝的命令；艦上所有人員的任用賞罰，由阿思本全權決定；船上只用洋人；未來清廷購置的新式海軍、軍艦全由阿思本指揮；並要求中國海關撥一千萬兩作海軍四年之經費，交由李泰國調用。而李泰國在和英國首相羅素談話時，也毫不掩飾地表示這條文是要束縛住清朝皇帝。當朝庭得悉各條文後，一時嘩然；曾國藩、李鴻章、曾國荃等對李、阿二人亦甚為不滿，曾國藩曾提出阿思本“意氣凌厲，視輪船奇貨可居，視漢總統如堂下廝役，倚門之賤客”，“水陸將士皆將引以為恥”，曾國荃亦提出：“長江水師帆檣如林，無須輪船會剿金陵（天京）”。
最初，清政府原意是由中國人為艦隊統帥，英國人任副手與教官，主要水手也是中國人；但是在所託非人的狀況下，合約被曲解為清方出資、英國控船，可說觸怒了清廷所有官僚及統治系統。
在1863年5月，李泰國早先回到中國，向李鴻章要求增支12萬兩銀支付水手薪資與炮械預算，並告知未來艦隊薪餉每年至少需12萬兩銀；李鴻章否定了兩項要求，雙方溝通破裂，李鴻章隨即告知總理衙門與李泰國的談判，以及對該員的極度不滿。李泰國在和李鴻章談判破裂後，向總理衙門要求追認與阿斯本簽訂的合約，同樣遭總理衙門拒絕；經過一個月的爭辯後，清廷增付李泰國要求的12萬兩銀，雙方重訂和約，稱輪船章程五條；雖然仍保留了李泰國對艦隊預算的控制與阿斯本的艦隊司令一職，但章程增設漢籍指揮官、艦隊用兵須獲得各地督撫節制、艦隊需接納中方水手上艦操作。該章程為清寧試圖奪回艦隊主控權的嘗試，不過曾國藩等人對於李泰國是否會甘心罷手皆表悲觀態度。
不過，1863年9月12日阿斯本艦隊抵達中國上海，18日抵天津，事情又再起波折。9月底，李泰國及阿思本抵達北京，並要求總理衙門廢除輪船章程、恢復十三條契約，為此爭辯二十餘日；最終二人在10月18日向總理衙門發出最後通牒，提出在四十八小時內接受其原來條件，否則“那就必需將這支部隊解散”。
清政府以“中國費數百萬之帑金，竟不得一毫之權柄”，“中國兵權不可假於外人”為由，拒絕其要求，並照會英國：艦隊取消。英國駐華公使及美國公使蒲安臣曾嘗試調停亦不果。
曾國藩說：“以中國之大，區區一百七十萬之船價，每年九十萬之用款，視之直如秋毫，了不介意。或竟將此船分賞各國，不索原價，亦足使李泰國失其所恃而折其驕氣。”
艦隊解散後，為了避免美國南北戰爭受北軍封鎖的南方邦聯購入該批艦隊，蒲安臣介入協調，並讓各船返回倫敦拍賣；清政府付各軍官水手遣散費，在事件中金錢損約為38.2萬兩。事件結束後，李泰國遭清廷解除他在海關稅務總司的職務，並由赫德接任；因阿斯本艦隊而開啟了海關的赫德時代。

## 艦隊資料

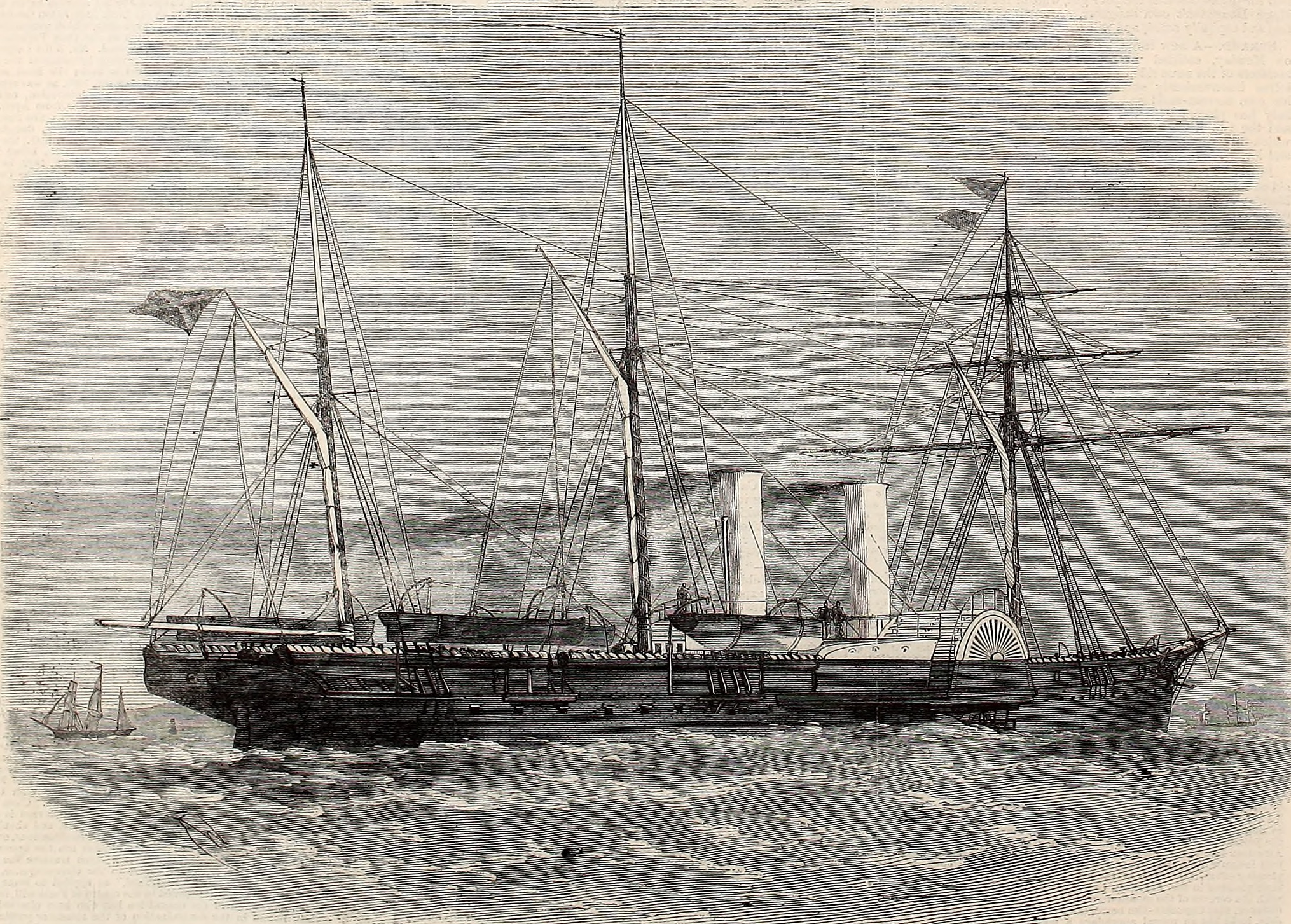
鎮吳號

阿思本艦隊為軍艦七艘, 另供應船兩艘。整個艦隊共裝備火砲40餘門，兵員400餘人（清廷原預定各艦人員編制為中級兵輪洋員30人，華人100人；小級兵輪洋員10人，華人30至40人）。李泰國購買各艦時已按其意願命名，後來按要求全被改名:
- 鎮吳（原名江蘇）：艦隊旗艦，中級兵輪，排水量1269噸，木殼船殼明輪砲艦，68磅砲二門，18磅砲四門，9節，1863年完工，1217馬力，編制138人[9][10]
- 金台（原名北京）：中級兵輪，排水量679噸，木殼船身，原英國皇家海軍炮艦，110磅炮一門，68磅砲一門，20磅砲兩門，150馬力[11]
- 一統（原名中國）：中級兵輪，排水量669噸，木殼船身，原英國皇家海軍羅薩里奧級風帆戰船（英语：Rosario-class_sloop），40磅砲一門，32磅砲六門，20磅砲四門，200馬力。[12]
- 廣壽（原名廈門）：小級兵輪，排水量301噸，木殼船身，原英國皇家海軍炮艦，110磅炮一門，40磅砲一門,80馬力[13]
- 百粵（原名廣東）：小級兵輪，排水量552噸，鐵殼船身，明輪推進，150馬力
- 三衛（原名天津）：小級兵輪，排水量445噸，鐵殼船身，80馬力
- 得勝（原名奉天，亦名『穆克得恩』即滿語盛京之意）：小級兵輪，供應船
- Ballarat：躉船
- Thule

此外阿思本與李泰國在英國時，曾自行設計艦隊旗幟。旗幟為綠底、黃線對角交叉，中央有黃龍，並請英國外交部在政府公報上公佈。

## 外部連結
- 呂實强. . . 中央研究院近代史研究所. 2015-08-25: 43–119  [2019-01-09]. ISBN 978-986-04-5911-1. （原始内容存档于2019-06-09）.
- Jack J. Gerson. . Harvard University Asia Center. 1972  [2019-01-08]. ISBN 978-0-674-40625-4. （原始内容存档于2019-07-13）. 包含李泰國與中英交涉文件，如恭親王劄。
- 阿思本艦隊
- 晚清海軍與阿思本艦隊：中國兵權不可假與外人 （页面存档备份，存于）